# Jack LaLanne

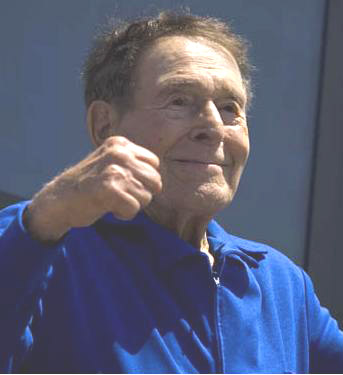
Jack LaLanne, 2007

Jack LaLanne, eigentlich François Henri LaLanne (* 26. September 1914 in San Francisco; † 23. Januar 2011 in Morro Bay), war ein US-amerikanischer Begründer der US-Fitness-Bewegung. Man nannte ihn auch den Godfather of Fitness, da er fast sein ganzes Leben damit verbracht hatte, seine Mitmenschen zu einem gesunden Leben zu bewegen.

## Leben
Jack LaLanne wurde 1914 in San Francisco als Sohn französischer Immigranten geboren. Als Kind ständig kränkelnd, änderten eine vegetarisch-zuckerfreie Diät und ein Aufbautraining sein Leben völlig. Jahre bevor sie in Mode kamen, gründete LaLanne 1936 in den USA das erste moderne Fitness-Studio – The Jack LaLanne Physical Culture Studio – in Oakland, Kalifornien, das im Laufe der Jahre mehr als 80 Niederlassungen erhielt.
Jack LaLanne entwickelte die ersten Fitnessgeräte, wie den Beinstrecker oder diverse Kabelzugmaschinen, die heute noch in vielen Fitnessstudios vorzufinden sind. Als erster bot er für Frauen das damals noch unvorstellbare Training mit Gewichten an.
Mit einfachen Übungen, die er in Fernsehshows zeigte, verhalf er von den 1950er bis 1970er Jahren Millionen von Amerikanern zu einem regelmäßigen Fitnesstraining. Zu nennen ist hier vor allem die langlebige und sehr erfolgreiche Fitness-Sendung The Jack LaLanne Show, die von 1951 bis 1985 lief und von ihm konzipiert und moderiert wurde. Daneben trat er als Experte und Fitness-Pionier in mehreren Dokumentarfilmen auf und spielte in einigen Kino- und Fernsehfilmen mit, darunter Zu heiß gebadet (1961), Von allen Geistern besessen (1990) und Der Weihnachtsmann streikt (2006). 
In Deutschland wurde er vor allem durch den in den 1990er Jahren in einer Dauerwerbesendung beworbenen Juice Tiger bekannt, später auch durch den nach ihm benannten, ebenfalls im Fernsehen beworbenen Jack LaLanne's Power Juicer.
LaLanne war zweimal verheiratet, hatte zwei Söhne und eine Tochter.
Jack LaLanne verstarb am 23. Januar 2011 im Alter von 96 Jahren in seinem Haus in Morro Bay in Kalifornien an den Folgen einer Lungenentzündung. Bis zu seinem Tod ernährte er sich gesund und trainierte täglich.

## Bedeutende Leistungen und Auszeichnungen

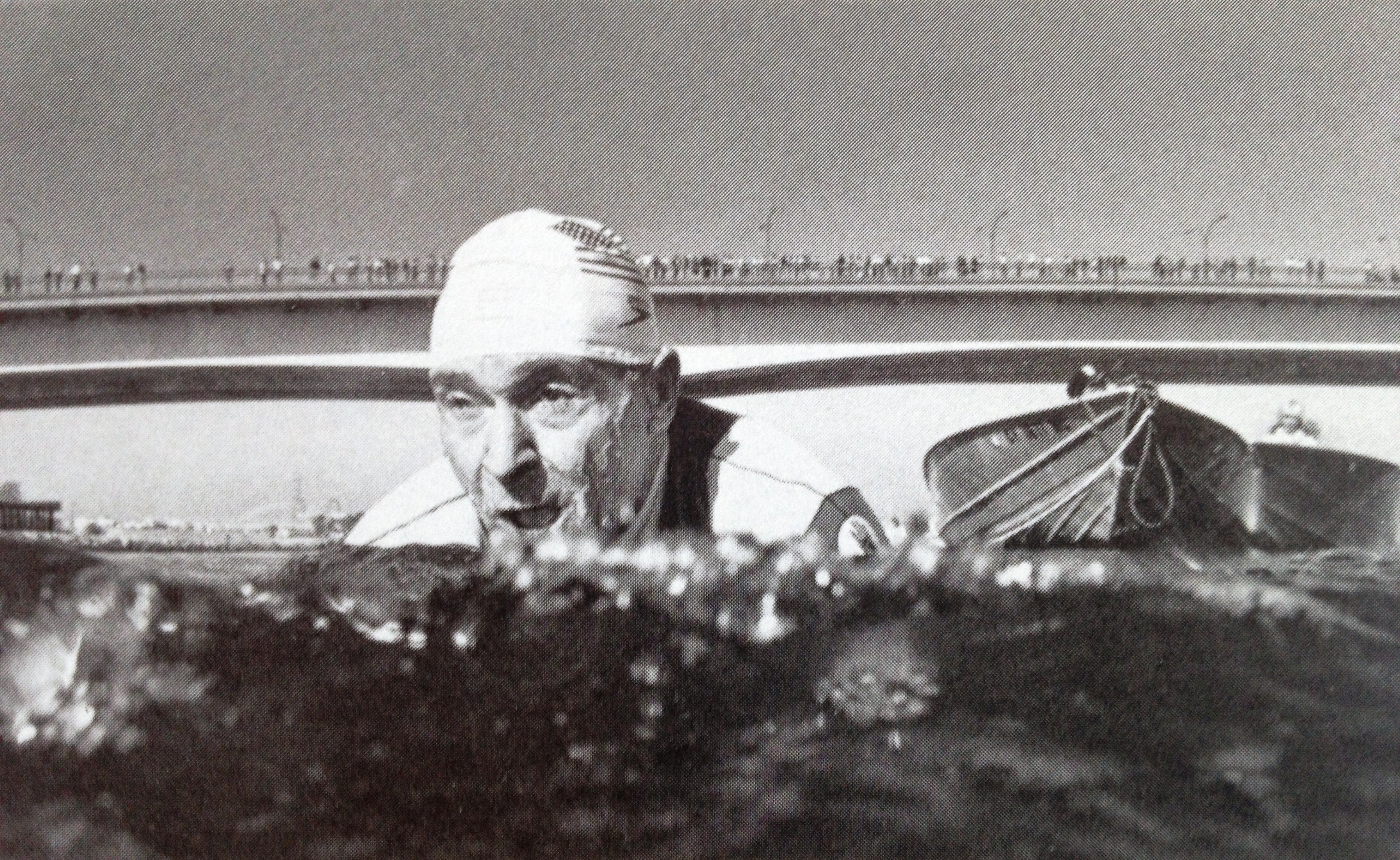
Jack LaLanne zieht 70 Boote, gefesselt an Händen und Füßen, 1,5 Meilen hinter sich her.

- 1955 (Alter 41): schwamm er in Handschellen von Alcatraz Island zum Fisherman’s Wharf in San Francisco.[4]
- 1956 (Alter 42): leistete er in der TV Show „You've Asked For it“, 1.033 Liegestütze in 23 Minuten und brach damit den Weltrekord.[4]
- 1957 (Alter 43): schwamm er angeseilt an ein 1.100 kg schweres und 5,80 Meter langes Boot durch den Golden Gate Kanal in San Francisco.[4]
- 1961 (Alter 47): tauchte er entlang der Golden Gate Bridge (2.737 Meter) mit Sauerstoffflasche und Schwimmflossen hin und zurück.[4]
- 1984 (Alter 70): schwamm er in Hand- und Fußfesseln entlang der Queen Mary Mile (2.414 Meter) angeseilt an 70 Boote mit je einer Person beladen.[4]
- 2002 (Alter 88): erhielt er an seinem Geburtstag einen Stern auf dem Hollywood Walk of Fame in der Kategorie Fernsehen.[4]